# Ernest Becker
Ernest Becker (Springfield, 27 de Setembro de 1924 - Burnaby, 6 de Março de 1974) foi um antropólogo cultural, escritor e estudioso da interdisciplinaridade científica. Tornou-se amplamente conhecido ao receber o Prémio Pulitzer de Não Ficção Geral em 1974 por seu livro A Negação da Morte.

## Biografia
Becker nasceu em Springfield, Massachusetts. Seus pais eram imigrantes judeus. Após completar o serviço militar — no qual, servindo na infantaria, ajudou a liberar os internos de um campo de concentração nazista —, ele frequentou a Universidade de Syracuse em Nova York. Após a formatura, ele juntou-se à Embaixada dos Estados Unidos em Paris como oficial administrativo. Com trinta e poucos anos, voltou à Universidade de Syracuse para prosseguir estudos de pós-graduação em antropologia cultural. Ele completou seu doutorado em 1960. O primeiro de seus nove livros, Zen: Uma Crítica Racional (1961), foi baseado em sua tese de doutorado. Depois de Syracuse, ele tornou-se professor na Universidade de Simon Fraser, em Burnaby, Colúmbia Britânica, Canadá.

## Carreira acadêmica
Depois de se formar na Universidade de Syracuse em 1960, Becker começou sua carreira como professor e escritor. Becker ensinou na Universidade de Syracuse por alguns anos antes de, eventualmente, ser demitido em 1963 por se aliar com seu mentor, Dr. Thomas Szasz, nas disputas de psicoterapia. Em 1965, Becker adquiriu uma posição na Universidade da Califórnia, Berkeley, no curso de antropologia. No entanto, novos problemas surgiram entre ele e a administração, levando à sua saída da universidade. Na época, milhares de estudantes solicitaram a permanência de Becker na escola, oferecendo-se para pagar seu salário, mas a petição não conseguiu reter Becker. Em 1967, passou a lecionar no Departamento Estadual de Psicologia em São Francisco, onde permaneceu até janeiro de 1969, quando renunciou em protesto contra as políticas restritivas do governo frente às manifestações estudantis.
Em 1969, Becker iniciou uma cátedra na Universidade de Simon Fraser, em Vancouver, no Canadá, onde ele passaria os últimos anos de sua vida acadêmica. Durante os próximos cinco anos, ele escreveria seu livro vencedor do Prêmio Pulitzer de 1974, A Negação da Morte. Ademais, ele escreveu a segunda edição de O Nascimento e a Morte do Significado, e o livro Escape do Mal. Em novembro de 1972, Ernest Becker foi diagnosticado com câncer.
Becker foi um pária acadêmico na última década de sua vida. Referindo-se à sua insistência na importância que o simbolismo desempenha no ser humano, ele escreveu: "Eu tentei corrigir ... o preconceito, mostrando o quão profundo as 'superficialidades' teatrais podem 'realmente ir'". Foi somente com a atribuição do Pulitzer de 1974 ao seu livro de 1973, A Negação da Morte (dois meses após sua morte por câncer aos 49 anos de idade), que ele ganhou maior reconhecimento. Escape do Mal (1975) foi concebido como uma extensão significativa da linha de raciocínio iniciado n'A Negação da Morte, desenvolvendo as implicações sociais e culturais dos conceitos explorados no livro anterior. Apesar de a segunda metade do livro ter sido deixada inacabada no momento de sua morte, foi concluída a partir do que existia manuscrito, bem como de notas sobre o capítulo inacabado.

## Pensamento
Becker chegou à conclusão de que a investigação psicológica inevitavelmente chega a um beco sem saída, para além do qual os sistemas de crenças devem ser invocados para satisfazer a psique humana. Tal perspectiva consequentemente abrange ciência e religião, levando até mesmo àquilo que Sam Keen sugere ser a maior conquista de Becker, a saber, a criação da "ciência do mal". Ao formular suas teorias, Becker utilizou o trabalho de Søren Kierkegaard, Sigmund Freud, Wilhelm Reich, Norman O. Brown, Erich Fromm, Hegel, William James e, especialmente, Otto Rank. Becker chegou a acreditar que o caráter de cada indivíduo é formado, essencialmente, em torno do processo de negar a sua própria mortalidade; que essa negação é necessária para que possamos agir no mundo; e que esse caráter-armadura impede o genuíno auto-conhecimento. Escreveu ele: "o caráter de uma pessoa é uma defesa contra o desespero, uma tentativa de evitar a insanidade por causa da verdadeira natureza do mundo". Muito do mal no mundo, acreditava Becker, não era senão uma conseqüência dessa necessidade de negar a morte. Em suas palavras: "Sem o salto para a fé o novo sentimento de desamparo por ter abandonado a armadura do próprio caráter infunde puro terror. (...) No ponto mais alto da fé existe júbilo porque se compreende que este mundo é de Deus e, uma vez que tudo está nas mãos d’Ele, que direito temos nós de ficarmos tristes — o pecado da tristeza? (...) A dinâmica do mal é devida fundamentalmente à negação da condição de criatura".
Becker também escreveu O Nascimento e a Morte do Significado, cujo título vem do conceito que vê a humanidade se afastando do primata simplista para entrar num mundo de símbolos e ilusões, desconstruindo, em seguida, essas ilusões através do nosso próprio intelecto evolutivo.

## Morte
Becker morreu em 6 de Março de 1974, de câncer no cólon, em Burnaby, Colúmbia Britânica, Canadá. Após sua morte, a Fundação Ernest Becker foi criada para se dedicar a investigações multidisciplinares sobre o comportamento humano, com foco especial na redução da violência na sociedade humana, usando idéias básicas de Becker de apoio à investigação e sua aplicação nas interfaces científicas, nas humanidades, na ação social e na religião. Flight From Death (2006)  é um documentário dirigido por Patrick Shen, baseado no trabalho de Becker, e parcialmente financiado pela Fundação Ernest Becker.

## Livros publicados
- Zen: A Rational Critique. New York: W.W. Norton, 1961.
- The Birth and Death of Meaning: A Perspective in Psychiatry and Anthropology. New York: Free Press of Glencoe, 1962.
- Revolution in Psychiatry: The New Understanding of Man. New York: Free Press, 1964.
- Beyond Alienation: A Philosophy of Education for the Crisis of Democracy. New York: George Braziller, 1967.
- The Structure of Evil: An Essay on the Unification of the Science of Man. New York: George Braziller, 1968.
- Angel in Armor: A Post-Freudian Perspective on the Nature of Man. New York: George Braziller, 1969.
- The Lost Science of Man. New York: George Brazillier, 1971.
- The Denial of Death. New York: Free Press, 1973.
- Escape from Evil. New York: Free Press, 1975.

## Publicações sobre Ernest Becker
- Liechty D (ed.) (2005) The Ernest Becker Reader. University of Washington Press. ISBN 0-295-98470-8
- Liechty D (ed.) (2002) Death and Denial: Interdisciplinary Perspectives on the Legacy of Ernest Becker. Praeger. ISBN 0-275-97420-0
- Liechty D (1995) Transference & Transcendence: Ernest Becker's Contribution to Psychotherapy. Aronson. ISBN 1-56821-434-0
- Streeter J (2009) Human Nature, Human Evil, and Religion: Ernest Becker and Christian Theology. University Press of America. ISBN 978-0-7618-4357-3

## Curiosidades
- No romance A Obscena Senhora D, da escritora brasileira Hilda Hilst, lê-se a seguinte dedicatória:  "Dedico este trabalho, assim como o anterior, "Da Morte. Odes Mínimas", e também meus trabalhos futuros (se os houver) à memória de Ernest Becker por quem sinto incontida veemente apaixonada admiração".[6]

## Ligações Externas
- Trechos selecionados do livro A Negação da Morte.